# 정현모
정현모(鄭顯模, 1894년 10월 11일 ~ 1965년 1월 1일)는 대한민국의 정치인이다.

## 학력
- 협동학교 · 보성중학교 졸업
- 일본 와세다 대학교 정치경제학부 학사

## 약력
- 1924 ~ 1926년: 시대일보 주필 겸 이사
- 1927 ~ 1928년: 신간회 안동지회 회장 및 설립준비위원
- 1929년: 조선일보 주필
- 회사 중역
- 대동청년단 간부
- 국민회 중앙총본부 총무국장
- 1948년 5월 10일 : 제헌 국회의원(경북 안동 을)
- 1948년 10월 18일 ~ 1950년 1월 23일 : 초대 경상북도지사
- 1951년 12월 ~ 1952년 8월 : 자유당 초대 당무국장
- 1952년 9월 ~ 1953년 11월 : 제4대 충청북도지사
- 1954년 7월 ~ 1957년 : (재)신라학원 초대 이사장
- 1962년 : 민우당 창당 발기인

## 역대 선거 결과
| 실시년도 | 선거   | 대수 | 직책     | 선거구         | 정당   | 득표수   | 득표율          | 순위 | 당락 | 비고 |
| -------- | ------ | ---- | -------- | -------------- | ------ | -------- | --------------- | ---- | ---- | ---- |
| 1948년   | 총선   | 1대  | 국회의원 | 경북 안동군 을 | 무소속 | 19,787표 | \| \| 55.87% \| | 1위  |      | 초선 |
|          | 55.87% |      |          |                |        |          |                 |      |      |      |

## 상훈
- 대한민국 정부 국민훈장 무궁화장

## 참고 자료
- 《대한민국 의정총람》, 국회의원총람발간위원회, 1994년
- 정현모 - 대한민국헌정회
- 정현모(鄭顯模) -  한국행정연구원

| 전임 장인환 (미군정 경상북도지사) | 경상북도지사 1948년 10월 18일 ~ 1950년 1월 23일 | 후임 조재천 |

| 전임 이명구 | 제4대 충청북도지사 1952년 9월 17일 ~ 1953년 11월 23일 | 후임 정낙훈 |